# کیان (مجله)
کیان، نشریه‌ای سیاسی، تئوریک، اجتماعی و فرهنگی بود که طی سال‌های ۱۳۷۰ تا ۱۳۷۹ در تهران منتشر می‌شد. نویسندگان این نشریه عمدتاً به طیف نواندیشان دینی تعلق داشتند.

## تاریخچه
این نشریه در سال ۱۳۷۰ شمسی پس از بروز مشکل برای عده‌ای از روشن‌فکران در مجله کیهان فرهنگی به وجود آمد. مباحثی که عبدالکریم سروش با عنوان قبض و بسط تئوریک شریعت مطرح کرد انتقادات زیادی را به‌ویژه‌ در میان روحانیان برانگیخت و سرانجام آنان به همراه نویسندگانی در مجله زن روز از مؤسسه کیهان خارج شدند و دو نشریه کیان و نشریه زنان را تأسیس کردند.
این نشریه ارگان روشنفکری دینی و نیز ارگان عبدالکریم سروش خوانده می‌شد. روشنفکران دینی در این نشریه آموزه‌های دینی را به صورت سازگار با ارزش‌های مدرنی چون دموکراسی و حقوق بشر تبیین می‌کردند.
مجله کیان گرچه سیاسی نبود اما گاهی مطالبی که منتشر می‌کرد سیاستمداران و نهادهای حکومتی را آشفته می‌ساخت. نخستین مقاله دکتر سروش در مجله کیان، “تقلید و تحقیق در سلوک دانشجویی” نام داشت که انتقادات بسیاری را برانگیخت. مشی کیان این نبود که تنها منعکس‌کننده نظرات دکتر سروش باشد بلکه نقدها را هم منتشر می‌کرد که گاهی اصحاب کیان می‌نوشتند و گاهی از بیرون از نشریه فرستاده می‌شد. به عنوان مثال نقدهایی که سعید حجاریان بر نظریه “فربه تر از ایدئولوژی” سروش وارد آورد یا مطالبی که محسن کدیور در نقد مقاله صراط های مستقیم سروش نوشت و بعدها در کتابی به همین نام چاپ شد از ثمرات فضای باز نشریه کیان در انتشار آراء موافق و مخالف بود. با این همه، کیان همچنان مورد اعتراض نهادهای سیاسی و نظامی قرار داشت تا این که در دی ماه ۱۳۷۹ در پی شکایت مدعی‌العموم که ۷۰ مورد شکایت علیه کیان مطرح کرده بود، این نشریه به اتهام نشر اکاذیب به قصد تشویش اذهان عمومی و توهین و اهانت به مقدسات توقیف شد و دیگر هیچ گاه منتشر نشد.س

## نویسندگان
عبدالکریم سروش نویسندهٔ ثابت مجلهٔ کیان بود، ماشاءالله شمس‌الواعظین سردبیر آن بود. روشنفکرانی چون محمد مجتهد شبستری، سعید حجاریان، محسن کدیور، بهاءالدین خرمشاهی، اکبر گنجی، سیدحسن حسینی، محمدجواد کاشی، مراد فرهادپور، مرتضی مردیها، ‍علیرضا علوی‌تبار، حسینعلی آزادی، و آرش نراقی در این مجله فعالیت می‌کردند.

## سیاست
بسیاری از صاحب‌نظران سیاسی پیروزی اصلاح‌طلبان در دوم خرداد را پیروزی روشنفکران دینی به حساب می‌آورند. زیرا محمد خاتمی دیدگاه‌های بسیار مشابهی با این افراد داشت. پس از دوم خرداد، سردبیر مجله کیان، ماشاالله شمس الواعظین، برای تأسیس روزنامه جامعه از کیان خارج شد، و سردبیری نشریه به ابراهیم سلطانی سپرده شد.